# 다바타역 (도쿄도)
타바타역(일본어: 田端駅)은 일본 도쿄도 키타구에 있는 철도역이다.
정식으로는 도호쿠 본선과 야마노테선에 속하는 철도역이다.

## 타는 곳
| 1 | 케이힌토호쿠선       | 아카바네·우라와·오미야 방면 |
| 2 | 야마노테선(내선순환) | 이케부쿠로·신주쿠 방면      |
| 3 | 야마노테선(외선순환) | 우에노·도쿄 방면            |
| 4 | 케이힌토호쿠선       | 우에노·도쿄·요코하마 방면   |

## 역세권 정보
- 동일본 여객철도 도쿄 지점

## 역사
- 1896년 4월 1일 - 영업 개시.
- 1903년 4월 1일 - 야마노테선이 들어가다.

## 인접역
| 동일본 여객철도 도호쿠 본선              | 동일본 여객철도 도호쿠 본선 | 동일본 여객철도 도호쿠 본선 |
| ---------------------------------------- | --------------------------- | --------------------------- |
| 카미나카자토 오미야 방면                 | 케이힌토호쿠선 쾌속         | 우에노 오후나 방면          |
| 카미나카자토 오미야 방면                 | 케이힌토호쿠선 각역정차     | 니시닛포리 오후나 방면      |
| 동일본 여객철도 야마노테선 · 도호쿠 본선 |                             |                             |
| JY 10 코마고메 내선 순환                 | 야마노테선                  | JY 08 니시닛포리 외선 순환  |